# Bathi Adélard
Bathi Adélard (latin: Adelardus Bathensis; kb. 1075/1080 – 1152/1060) angol természettudós, skolasztikus filozófus. Egyike azoknak, akik az arab filozófiát Európában terjesztették. Az elsők között volt, akik bevezették az arab számrendszert Európában.
Tours-ban és Laonban tanult, majd hétéves utazást tett Észak-Afrikába és Kis-Ázsiába. Visszatérése után számos művet írt, és lefordította a legfontosabb tudományos munkákat görög és arab nyelvről latinra, asztrológiai, csillagászati, filozófiai és matematikai témákban.
Egyik műve «Quaestiones naturales» (természeti kérdések) a 14. század végén jelent meg; egy másik «de Eodem et Diverso» érdekes allegória formájában a filozófia dicséretét hirdeti világias szellemben.
Filozófiai munkái befolyásolták a középkori filozófusokat: Roger Bacont, Conches-i Vilmost, Szentviktori Hugót és másokat.

## Fordítás
- Ez a szócikk részben vagy egészben  a(z)   Аделард Батский című orosz Wikipédia-szócikk fordításán alapul.  Az eredeti cikk szerkesztőit annak laptörténete sorolja fel. Ez a jelzés csupán a megfogalmazás eredetét és a szerzői jogokat jelzi, nem szolgál a cikkben szereplő információk forrásmegjelöléseként.